# 花春酒造
花春酒造株式会社（はなはるしゅぞう）は、福島県会津若松市の酒類製造・販売業者。商標は『花春』、キャッチフレーズは『会津のよさは酒の良さ』である。
かつては2000年代初頭まで美人モデルを起用したCMが福島県内を中心に長年流れていた。1980年代初頭までは日本テレビで夕方にスポットCM（80年代後半にはフジテレビでも放映）を、またかつての後楽園球場の3塁側ジャンボスタンドの最上部に広告があった。

## 沿革
- 1718年 - 創業。
- 1953年6月 - 花春酒造株式会社を設立。
- 2005年8月 - 本社・工場を花春町から神指町に移転。
- 2016年9月 - 経営難に陥っていた酒造事業を、幸楽苑ホールディングスの社長らが出資する別会社に譲渡。当該別会社が「花春酒造」の商号で事業を開始。旧・花春酒造の負債及び資産は処分のうえ清算へ。[1]

## 工場
- 本社工場 - 福島県会津若松市神指町中四合字小見前24-1

（旧工場）福島県会津若松市花春町5−1　-　現在カワチ薬品 花春店　となっている。同敷地の一角に精米所が残る。

## 銘柄
日本酒
- 「花春」
  - 会津印（普通酒）
  - 鶴水（本醸造）
  - 吟醸酒
- 夢の香
- 荒城の月

焼酎
- 会津武家焼酎
- 粕取焼酎
- 會津黒川

主に福島県のほか、宮城県や東京都等に出荷している。